# Logie Coldstone
Logie Coldstone (gaélique écossais : Lògaidh) est un village de l'Aberdeenshire, en Écosse.
Le village se trouve au nord de la rivière Dee, près de Tarland, dans le Cromar, un bassin s'étendant au pied des contreforts des Monts Grampians, entre Aboyne et Ballater.

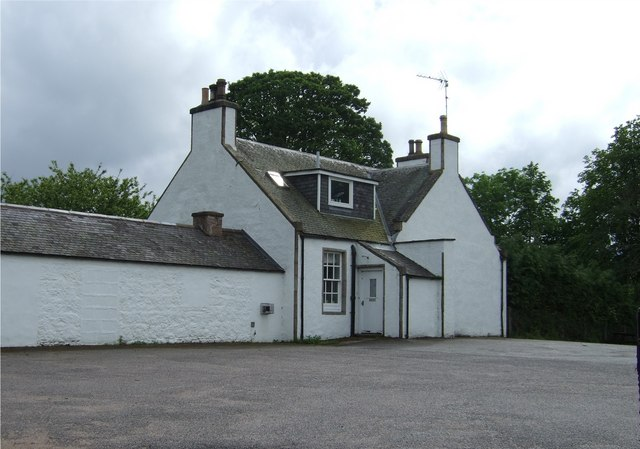
École de Logie Coldstone

## Source
- (en) Cet article est partiellement ou en totalité issu de l’article de Wikipédia en anglais intitulé « Logie Coldstone » (voir la liste des auteurs).